# Европейское агентство по окружающей среде
Европейское агентство по окружающей среде — агентство Европейского союза, занимающееся созданием сети наблюдения за окружающей средой. Оно регулируется Управляющим советом, состоящим из представителей правительств 33 государств, представителя Европейской комиссии и двух учёных, назначенных Европейским парламентом. Агентство начало функционировать в 1994. Штаб-квартира находится в Копенгагене, в Дании. Его исполнительным директором является Жаклин Макглейд, избранная в 2003 и переизбранная в 2008 на 5-летний срок.
Так как агентство принадлежит Евросоюзу, то все страны, входящие в ЕС, автоматически становятся его членами. Но и другие государства, заключив соглашение с союзом, могут войти в агентство. На 2013 год в агентство входило 33 государства: 28 государств-членов ЕС, а также Исландия, Лихтенштейн, Норвегия, Турция и Швейцария.
На 2011 год в агентстве работают 204 человека.

## Европейский тематический центр по землепользованию и пространственной информации
Европейский центр по землепользованию и пространственной информации — международный консорциум, работающий по контракту с агентством. Консорциум управляется Автономным университетом в Барселоне и поддерживается несколькими министерствами по окружающей среде. Деятельность центра заключается в создании сетей с различными экспертами для обмена данными. Оказывает странам помощь в обсуждении вариантов по совершенствованию национальных информационных систем, связанных с темой «землепользования и пространственной информации». Центр поддерживает Европейское агентство по окружающей среде в деле контроля использования земли и анализа экологических последствий.

## Европейский тематический центр по качеству воздуха и изменению климата

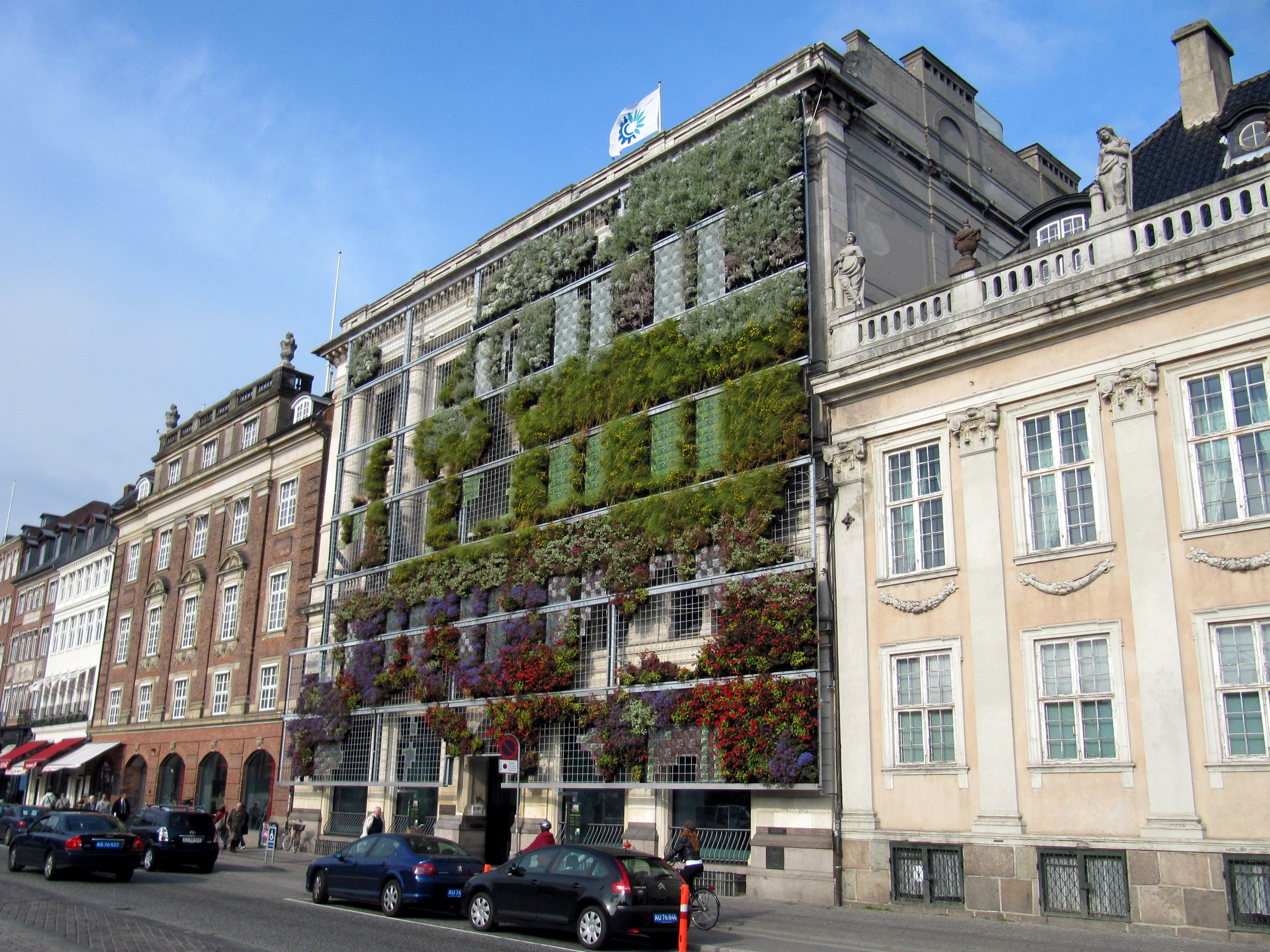
Здание агентства в Копенгагене летом

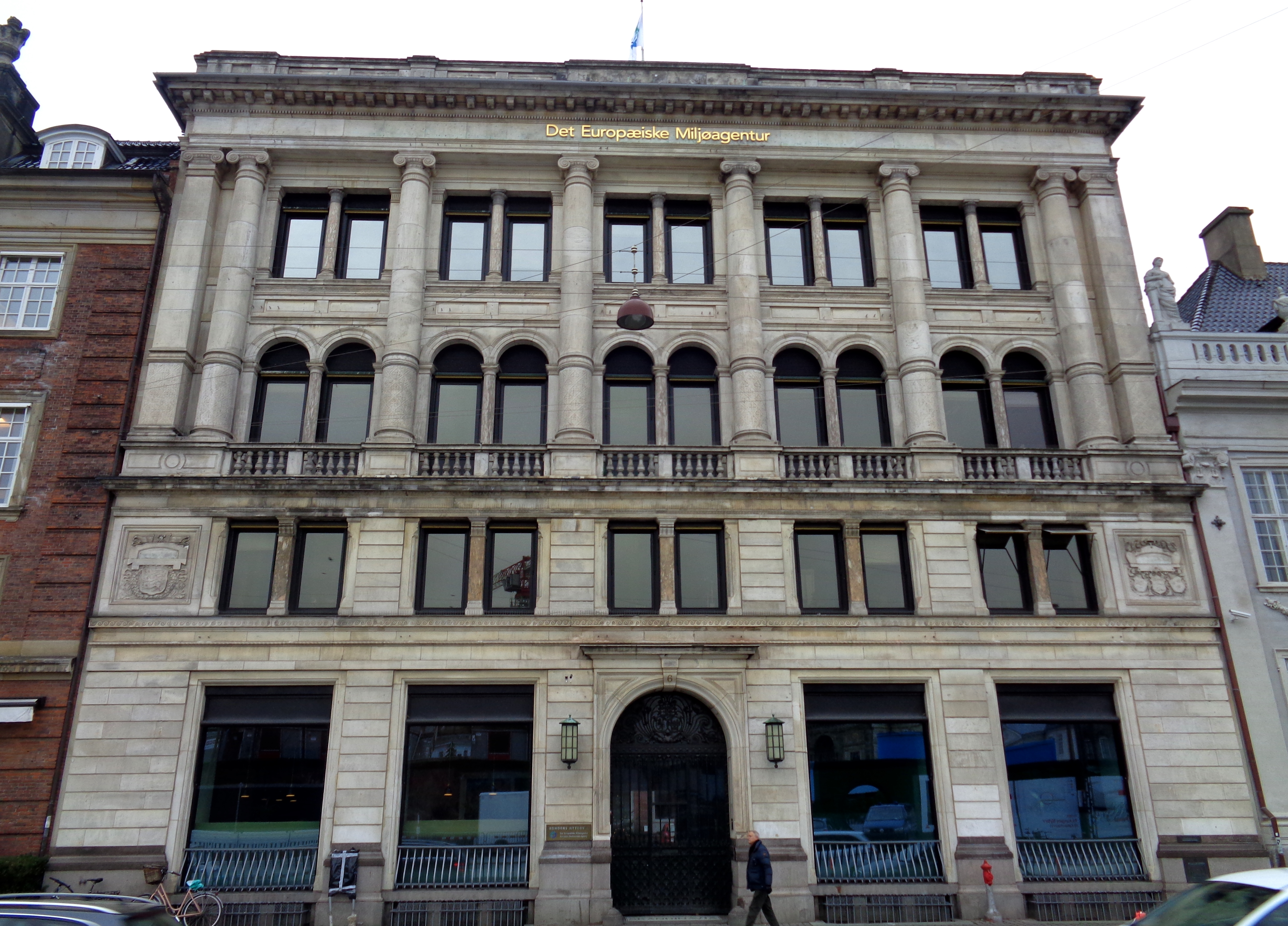
Здание агентства в Копенгагене зимой

Европейский тематический центр по качеству воздуха и изменению климата помогает Европейскому агентству по окружающей среде в области загрязнения воздуха и изменения климата. Тематический центр был основан в 2001 Европейским агентством по окружающей среде. Центр является союзом 14 европейских институтов. Годовой бюджет равен 2 миллионам евро.
Тематический центр сообщает о прогрессе европейской экологической политики по вопросам выбросов в окружающую среду и качества воздуха, собирает данные о текущем состоянии окружающей среды.

## Международная деятельность
Дополнительно к 33 членам агентство работает с соседними странами и другими регионами, чаще всего в контексте Европейской политики соседства:
- Страны-участницы Восточного партнерства: Белоруссия, Украина, Молдавия, Армения и др.
- Страны-участницы Средиземноморского союза: Алжир, Египет, Израиль, Ливан и др.
- Страны Центральной Азии: Казахстан, Кыргызстан, Таджикистан, Узбекистан, Туркменистан.
- Другие государства: Россия, Канада, США, КНР.